# Vista Real
Vista Real är en ort i Mexiko.   Den ligger i kommunen Amealco de Bonfil och delstaten Querétaro Arteaga, i den sydöstra delen av landet, 130 km nordväst om huvudstaden Mexico City. Vista Real ligger 2 680 meter över havet och antalet invånare är 106.
Terrängen runt Vista Real är huvudsakligen kuperad, men åt nordväst är den platt. Vista Real ligger uppe på en höjd. Runt Vista Real är det ganska tätbefolkat, med 78 invånare per kvadratkilometer. Närmaste större samhälle är Amealco, 1,5 km norr om Vista Real. I omgivningarna runt Vista Real växer huvudsakligen savannskog.